# Parafia św. Józefa Rzemieślnika w Robakowie
Parafia świętego Józefa Rzemieślnika – rzymskokatolicka parafia znajdująca się we wsi Robakowo, w gminie Kórnik, w powiecie poznańskim. Należy do dekanatu kórnickiego.

## Historia
Parafia powstała przez wydzielenie części parafii pw. Narodzenia Najświętszej Maryi Panny w Tulcach i Parafii Wszystkich Świętych w Kórniku. Została powołana dekretem abp. Juliusza Paetza 1 lipca 1997 roku. W jej skład wchodzą wierni z miejscowości: Robakowo wieś, Robakowo osiedle, Gądki i Dachowa.

## Proboszczowie
- ks. Eugeniusz Leosz (1997–2010)
- ks. Piotr Ostański (2010-2013)[2]
- ks. Piotr Piec (2013-31.08.2021)[3]
- ks. Przemysław Danielczak (1.09.2021)[4][5]